# Thalwenden
Thalwenden település Németországban, azon belül Türingiában. Lakosainak száma 350 fő (2023. december 31.).

## Népesség
A település népességének változása:
| Lakosok száma | 357  | 356  | 336  | 342  | 350  |
|               | 2017 | 2019 | 2021 | 2022 | 2023 |